# Laura Sjin
Laura Sjin, artiestennaam van Laura Schouten (12 mei 1997), is een Nederlandse singer-songwriter. Ze won in 2018 de publieksprijs bij de Grote Prijs van Nederland, en heeft vier ep's uitgebracht; Als ik droom in 2018, Ik jou nog mis in 2021, Dingen die toch wel gaan gebeuren in 2022 en Anders dan ik was in 2023.

## Biografie
Schouten begon in 2016 met het maken van muziek en studeerde aan de Herman Brood Academie.  In 2018 deed ze mee aan muziekwedstrijd Grote Prijs van Nederland en wist daar in de finale de publieksprijs te winnen. Terwijl deze wedstrijd liep, bracht ze tevens haar debuut-ep Als ik droom uit. Vervolgens werd ze in dat jaar geselecteerd voor de Popronde en speelde ze in verschillende popzalen door heel Nederland.
Na haar snelle opkomst, was het enige tijd stil rondom de zangeres. Toen ze terugkwam in 2021, had ze een wissel in muziekgenres gemaakt. Waar haar muziek eerst ingedeeld kon worden in de americana, paste haar nieuwe stijl meer in de indiepop en nederpop, ook wel beschreven als slaapkamerpop. Deze wissel kwam mede door haar samenwerking met muziekproducer Benny Sings. De ep uit deze samenwerking was Ik jou nog mis in juni 2021. Ze volgde deze ep op met Dingen die toch wel gaan gebeuren in september 2022, welke grotendeels door haarzelf in haar slaapkamer geproduceerd was.
In 2023 bracht ze de ep Anders dan ik was uit en werd als OOR Talent opnieuw geselecteerd voor de Popronde. Hierna speelde ze op muziekfestival Tankstation. Ze bracht in oktober 2024 de single Met jou uit.

## Discografie (ep's en albums)
- Als ik droom (ep, 2018)
- Ik jou nog mis (ep, 2021)
- Dingen die toch wel gaan gebeuren (ep, 2022)
- Anders dan ik was (ep, 2023)